# Терехов, Андрей Николаевич
Андрей Николаевич Терехов (3 сентября 1949, Ленинград — 31 июля 2025) — советский и российский учёный в области информатики, доктор физико-математических наук, профессор, заведующий кафедрой системного программирования Санкт-Петербургского государственного университета.

## Биография
В 1971 году с отличием окончил математико-механический факультет Ленинградского Государственного Университета по специальности «математическое обеспечение ЭВМ», поступил на работу по распределению в вычислительный центр НИИММ ЛГУ.
В 1977 году стал руководителем лабораторией системного программирования вычислительного центра НИИММ ЛГУ.
В 1978 году защитил диссертацию «Методы синтеза эффективной рабочей программы» на соискание учёной степени кандидата физико-математических наук под руководством Григория Цейтина в Вычислительном центре АН СССР в Москве.
В 1991 году защитил диссертацию «Технология программирования встроенных систем реального времени» на соискание учёной степени доктора физико-математических наук в Вычислительном центре СО АН СССР в Новосибирске.
В 1991 году создал и возглавил МГП «Терком» (позднее — ГУП «Терком»).
В 1996 году организовал и возглавил кафедру системного программирования Санкт-Петербургского государственного университета.
В 1998 году основал и возглавил ЗАО «Ланит-Терком».
В 2002 году был назначен директором вновь созданного НИИ информационных технологий СПбГУ.
В сентябре 2004 года участвовал в создании и был избран председателем правления ассоциации разработчиков программного обеспечения «Руссофт», созданной на базе консорциума «Форт-Росс» и ассоциации «АРПО» (в настоящее время — член совета правления).
С 2005 по 2013 год был главным редактором ежегодника «Системное программирование», выпускавшимся на кафедре системного программирования совместно с Д. Ю. Булычёвым и Д. В. Козновым. Ежегодник публиковал результаты молодых исследователей в ИТ-сфере, а также представителей индустрии разработки ПО.
В 2006 году опубликовал учебное пособие «Технология программирования».
В 2007 году вышли переведённые на русский язык рекомендации ACM и IEEE по преподаванию программной инженерии и информатики в университетах. А. Н. Терехов внёс значительный вклад в перевод и подготовку этого издания. Впоследствии под руководством А. Н. Терехова в СПбГУ была реализована программа подготовки бакалавров по программной инженерии, полностью соответствующая этим рекомендациям. Также был разработан ряд последующих программ бакалавриата и магистратуры.
В 2011 году основал Научно-исследовательский центр информационных технологий СПбГУ.
Умер 31 июля 2025 года в возрасте 75 лет.

## Научная деятельность
В 1970-х годах научная деятельность Терехова была в основном связана с разработкой новых методов компиляции языков программирования. Прикладным результатом этих исследований стала реализация трансляторов и кросс-трансляторов языков со статическим контролем типов (Алгол 68, Ада, Паскаль, Оберон и т. п.) для целого ряда различных платформ. В частности, в рамках этих работ коллективом разработчиков ЛГУ под руководством Терехова был реализован транслятор Алгола 68, одного из наиболее сложных языков программирования, существовавших на тот момент, для наиболее массовой платформы тех лет, ЕС ЭВМ. Впоследствии этот транслятор был перенесён на ряд других платформ, в том числе, IBM PC.
В 1980-х годах начал работать над промышленными проектами в области телекоммуникаций. В связи с этим в сферу его научных интересов вошли вопросы технологии программирования и реализации систем реального времени, в том числе, встроенных систем.
Начиная с середины 1990-х годов занимался исследованиями в области реинжиниринга программного обеспечения, а также вопросами преподавания информационных технологий и программной инженерии.
Под руководством Терехова защищено 18 кандидатских диссертаций и одна докторская диссертация.
Разработал несколько видеокурсов, посвящённых истории и архитектуре ЭВМ. Руководил разработкой системы программирования на базе защищённого от ошибок пользователя диалекта языка Си, внедрявшейся в проектах встроенных систем и систем двойного назначения, предъявляющих повышенные требованиями к надёжности. Участвовал в стартапах в следующих областях: компьютерное зрение, разработка мобильных приложений, технологии разработки гибких кристаллов.

## Награды
В 2005 году награждён медалью ордена «За заслуги перед Отечеством» II степени за заслуги в научной и педагогической деятельности и большой вклад в подготовку высококвалифицированных специалистов.

## Основные публикации
- Терехов А. Н., Киселёв М. М. Робототехнический конструктор ТРИК на уроках «Технология» в школе // Современные информационные технологии и ИТ-образование. 2015. Т. 11. № 1. С. 296—301.
- Terekhov A. Good Technology Makes The Difficult Task Easy // In proc. 2013 9th Joint Meeting of the European Software Engineering Conference and the ACM SIGSOFT Symposium on the Foundations of Software Engineering, ESEC/FSE 2013 — Proceedings 2013. P. 683—686.
- Терехов А. Н., Брыксин Т. А., Литвинов Ю. В. QReal: платформа визуального предметно-ориентированного моделирования // Программная инженерия. 2013. № 6. С. 11—19.
- Терехов А. Н., Оносовский В. В. Платформа для разработки мобильных приложений Ubiq Mobile // Вестник Новосибирского государственного университета. Серия: Информационные технологии. 2011. Т. 9. № 4. С. 60—70.
- Терехов А. Н. Технология программирования. Уч. пособие по специальности «Математическое обеспечение и администрирование информационных систем» — 010503 / А. Н. Терехов. М., 2006. Серия «Информационные технологии от первого лица».
- Терехов А. А., Терехов А. Н. Computing Curricula: Software Engineering и российское образование // Открытые системы. СУБД. 2006. № 8. С. 61—66.
- Wadhwa V., Erlikh L., Oara I.M., Terekhov A.N., Bulyonkov M. Method and system of business rule extraction from existing applications for integration into new applications. US Patent 6,389,588, 2002.
- Terekhov A.N., Romanovskii K.Yu., Koznov D.V., Dolgov P.S., Ivanov A.N. RTST++: Methodology and a Case Tool for the Development of Information Systems and Software for real-time systems // Programming and Computer Software. 1999. V. 25. № 5. P. 276—281.
- Терехов А. Н., Терехов А. А. Перенос приложений и проблема 2000 года // КомпьютерПресс. 1998. № 8. С. 92.
- Парфёнов В. В., Терехов А. Н. RTST-Технология программирования встроенных систем реального времени // Системная информатика. 1997. № 5. С. 228.
- Терехов А. Н., Тискин А. В. Криптография с открытым ключом: от теории к стандарту // Программирование. 1994. Т. 20. № 5. С. 17—22.
- Кожокарь С. К., Евстюнин М. В., Терехов А. Н., Уфнаровский В. А. Как Паскаль и Оберон попадают на «Самсон» или искусство создания трансляторов. Кишинёв, 1992.
- Матиясевич Ю. В., Терехов А. Н., Федотов Б. А. Унификация программного обеспечения микроЭВМ на базе виртуальной машины // Автоматика и телемеханика. 1990. № 5. С. 168.
- Терехов А. Н., Цейтин Г. С. Средства эффективного синтеза объектной программы // Программирование. 1975. № 6. С. 38—48.